# Костёр судьбы
«Костёр судьбы» (фр. Le Bazar de la Charité) — французский телевизионный мини-сериал, вышедший на экраны в 2019 году на канале Netflix. Рассказывает о пожаре, который произошёл на благотворительной ярмарке в Париже в 1897 году. Главные роли в сериале сыграли Одри Флёро, Жюли де Бона и Камилль Лу.

## Сюжет
Действие сериала происходит в Париже конца XIX века. Его центральные персонажи — три женщины, судьба которых коренным образом изменилась из-за пожара, случившегося на благотворительной выставке 4 мая 1897 года. Одна из них, принадлежащая к буржуазным кругам, вынуждена жить с нелюбимым мужем, другой (племяннице первой) приходится выйти замуж, чтобы спасти семью от разорения, третья — горничная, которой нужно уехать вслед за супругом в Америку.

## В ролях
- Одри Флёро — Эдриен де Ленверпре
- Жюли де Бона — Роз Ривьер
- Камилль Лу — Алис де Жансин
- Жозиан Баласко
- Жильбер Мелки — Марк-Антуан де Ленверпре
- Флоранс Пернель — Матильда де Жансин

## Создание и оценки
Бюджет сериала составил 17 миллионов евро, примерно 2 миллиона на каждую серию. Съемки проходили с 14 ноября 2018 года по 19 апреля 2019 года в разных частях Иль-де-Франс и на разных улицах Парижа. Интерьер благотворительной ярмарки был воссоздан в студии в Бри-сюр-Марне, причём использовалось настоящее семиметровое пламя. На съёмочной площадке постоянно находились пожарные, между съемками, продолжительность которых никогда не превышала 33 секунд, студию охлаждали два огромных вентилятора, позже создавались цифровые спецэффекты. Авторам сериала пришлось потратить много усилий, чтобы показать аутентичный Париж конца XIX века. При этом персонажи говорят на современном французском языке, чтобы усилить воздействие на зрителя.
В марте 2019 года канал TF1 и Netflix подписали соглашение с продюсерской компанией Quad Television, которая должна была стать дистрибьютором «Костра судьбы» в 190 странах. Премьерный показ прошёл с 18 ноября по 9 декабря 2019 года.
Амандин Бургуан из Paris Match высоко оценил «Костёр судьбы» как «тщательно продуманную историческую фреску, которая… балует зрителя великолепными декорациями и костюмами». Рецензент констатировал, что сцена пожара снята очень реалистично и является подлинной кульминацией. Мартина Делахай из Le Monde написала, что сериал «не сможет не очаровать любителей костюмированных драм; некоторые анахронизмы или упрощения никоим образом не мешают почувствовать напряжение». Констанс Жаме из Figaro охарактеризовала «Костёр судьбы» как «феминистскую драму, которая замахивается на романтику и раскрывает талант Камилль Лу».
При этом Од Дассонвиль из Télérama считает, что первая серия оставляет определённые сомнения: сцена катастрофы может показаться несколько затянутой, возникает вероятность того, что пафос перевесит всё остальное.